# Potrero de Caña
Potrero de Caña è un comune (corregimiento) della Repubblica di Panama situato nel distretto di Tolé, provincia di Chiriquí. Si estende su una superficie di 20,1 km² e conta una popolazione di 337 abitanti (censimento 2010).